# La Vieille-Loye
La Vieille-Loye är en kommun i departementet Jura i regionen Bourgogne-Franche-Comté i östra Frankrike. Kommunen ligger i kantonen Montbarrey som tillhör arrondissementet Dole. År 2022 hade La Vieille-Loye 395 invånare.

## Befolkningsutveckling
Antalet invånare i kommunen La Vieille-Loye
Referens:INSEE